# Алчевський коксохімічний завод
ВАТ«Алче́вський коксохімі́чний заво́д» (ПФТС: ALKZ) — коксохімічне підприємство в Луганської області (місто Алчевськ) — одне з найбільших в Донбасі, забезпечує потреби сусіднього Алчевського металургійного комбінату в коксі, контролюється корпорацією «Індустріальний союз Донбасу».

## Історія
Перша черга виробництва Алчевського коксохімічного заводу була введена в дію в 1929 році. У ті роки в його складі було 4 коксові батареї з основними виробничими цехами.
За час свого функціонування підприємство тричі розширювалося і до 1962 року мало 12 коксових батарей виробничою потужністю по коксу валового 6 % вологості 4950 тисяч тонн на рік. Згодом у 1981—1995 рр.. у зв'язку зі старінням пічного фонду зношені батареї почергово були виведені з експлуатації.
У 1983—1986 рр.. реконструйовані 4 коксові батареї з проектною потужністю 1820 тис. тонн коксу на рік, а в 1993 р. введена в експлуатацію унікальна коксова батарея 9-біс, на якій запроваджено ліцензійна технологія коксування трамбованої вугільної шихти, проектною потужністю 1 млн тонн по валовому коксу.
Досі ця коксова батарея з передовою технологією залишається єдиною в Україні.

## Виробництво
ВАТ «Алчевський коксохімічний завод» («Алчевськкокс») експлуатує п'ять коксових батарей та входить до трійки найбільших виробників коксу в Україні.
Обсяг продукції в 2005:
- Кокс — 2629900 тонн (3-тє місце в Україні — 13,9 %).
- 2011 — 3021 тис. тонн коксу[2]

Інша продукція:
• кокс доменний
• коксовий горішок
• коксова дрібниця
• смола кам'яновугільна
• бензол сирий
• кислота сірчана технічна
• сульфат амонію
• смола важка для дорожнього будівництва
• газ коксовий очищений.

## Експорт
- Обсяг експорту в першому півріччі 2001 — 15,7 млн гривень (3,1 млн доларів США).

## Показники на фондовому ринку
94,84 % акцій заводу належить корпорації «Індустріальний союз Донбасу».